# Siège de Rhodes (305 av. J.-C.)
Pour les articles homonymes, voir Siège de Rhodes.
Guerres des diadoques
Batailles
Guerres des Diadoques
- Hellespont
- Orcynia
- Crétopolis
- Paraitacène
- Gabiène
- Gaza
- Guerre babylonienne
- Salamine de Chypre
- Rhodes
- Ipsos
- Couroupédion

Le siège de Rhodes (305 av. J.-C.) est un épisode des guerres des diadoques qui se situe à la fin du IVe siècle av. J.-C., où s'est illustré Démétrios, le fils d'Antigone le Borgne. Ce siège qui dure plus d'un an est l'un des plus célèbres de l'Antiquité de par l'ampleur des moyens mis en œuvre.

## Contexte historique
Cet épisode prend place dans un contexte historique complexe, celui des rivalités des Diadoques pour le partage de l'empire d'Alexandre le Grand. Les limites des territoires acquis par les successeurs d'Alexandre ne cessent d'être remises en question par des traités successifs. C'est Antigone le Borgne qui obtient les régions qui s'étendent de la côte d'Asie Mineure jusqu'à la Cappadoce, ainsi que la Syrie. Durant les dix dernières années du IVe siècle, Antigone le Borgne mène une stratégie expansionniste visant à réunifier son autorité sur l'ensemble des territoires conquis par Alexandre. Antigone et son fils Démétrios montent une expédition contre l'Égypte ptolémaïque, le siège de la cité de Rhodes s'inscrit dans cette série, dans la continuité de cette expédition en Égypte. Rhodes est une cité qui appartient à la sphère commerciale égyptienne, importante en ce qui concerne les routes du commerce maritime méditerranéen. Démétrios met le siège de la ville et le maintient durant deux saisons sans réussir à investir Rhodes.
Si la cité de Rhodes adopte dans ses relations avec les diadoques une stricte neutralité, ses intérêts économiques orientent sa préférence vers une alliance avec l'Égypte ptolémaïque. De plus, les nombreux conflits et le développement de la piraterie accordent à la ville un rôle de gardien des mers qui lui valent un grand prestige. Cependant, si Antigone le Borgne souhaite s'emparer de la ville, c'est avant tout pour son importance géostratégique. Il dirige Chypre depuis la victoire de Salamine de Chypre sur Ptolémée en 306 av. J.-C. ; mettre la main sur Rhodes, c'est contrôler l'ensemble des communications en Méditerranée orientale et en Égée. Démétrios a ainsi tenté en vain d'entraîner Rhodes contre Ptolémée après sa victoire au large de Chypre. En outre Antigone vient d'échouer personnellement dans une attaque contre l'Égypte (305), il est donc nécessaire d'empêcher la naissance de cette thalassocratie que Ptolémée a failli établir en 308. La liberté des Grecs, dont Antigone se proclame le champion depuis la proclamation de Tyr en 315, ne pèse plus très lourd quand son intérêt l'exige.
Le siège de la ville de Rhodes a marqué les esprits par rapport à l'intelligence technique déployée des deux côtés. Un siège qui met en avant le dynamisme de l'assaut et l'héroïsme de la défense, il y avait entre les deux opposants une sorte d'équilibre particulier.

## Cause de la guerre
Le motif du conflit est la concurrence des Diadoques pour s'assurer l'alliance de Rhodes à cause de la puissante flotte de la cité et de sa prospérité générale. Le déclenchement de la guerre est dû à la demande adressée par Antigone aux Rhodiens de lui fournir des vaisseaux pour combattre Chypre en 306, Rhodes faisant partie de la sphère d'influence ptolémaïque, les Rhodiens refusent afin de ne pas s'opposer à Ptolémée. Antigone contrarié déclare la guerre à Rhodes.

## Préparatifs du combat
Démétrios arrive devant Rhodes avec au moins 40 000 soldats, du matériel poliorcétique et un nombre de vaisseaux extraordinaire, environ 1 300 navires dont 370 navires de guerre, des pirates accompagnent Démétrios. Démétrios fait construire un camp et un port fortifiés.
Les Rhodiens de leur côté enrôlent des étrangers et des esclaves, ils regroupent environ 8 000 combattants et ils renforcent leurs murailles.

## Déroulement du siège

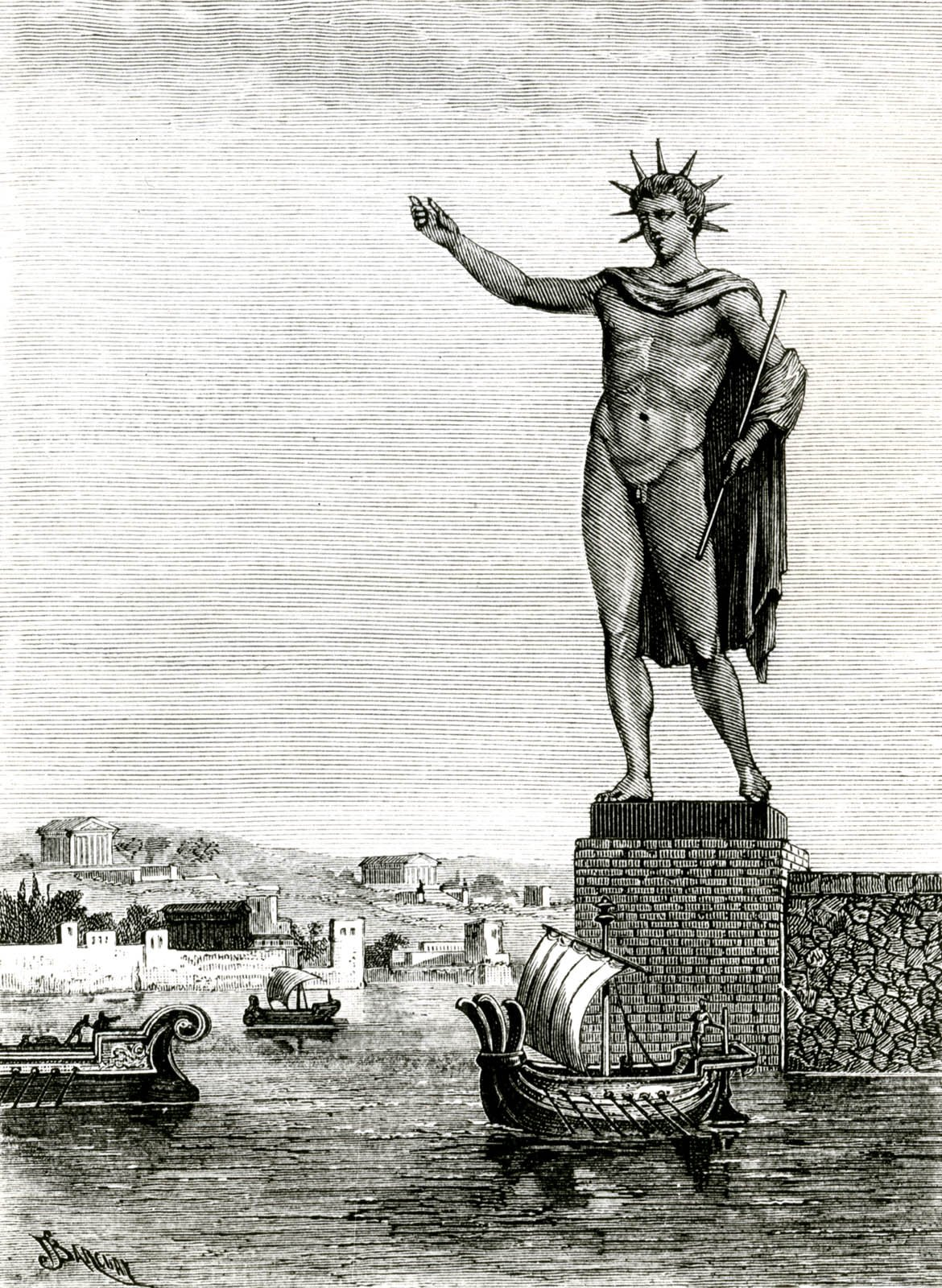
Le colosse de Rhodes, d'après une gravure du XIXe siècle.

Démétrios est donc chargé de s'emparer de la ville. Il commande une flotte de 200 navires de combat et 150 navires auxiliaires ; il bénéficie aussi de l'aide de nombreuses flottes de pirates ; enfin plus de 1 000 navires de commerce l'ont suivi en prévision de ce que le pillage apporterait. Il utilise de gigantesques machines de siège, dont les hélépoles, auxquels les Rhodiens opposent une farouche résistance.
Le siège de la ville se fait en deux phases.
Durant la première phase, Démétrios débarque sur le port mais ne parvient pas à entrer dans la ville. Au bout de huit jours d'assaut maritime et terrestre, Démétrios parvient à abattre les murailles du port sans pouvoir arriver à faire de même pour les murailles de la ville, les Rhodiens réussissant à sauver de justesse Rhodes. Démétrios se retire et répare ses machines de siège et lance une nouvelle attaque au bout d'une semaine, il fait construire une tour plus haute que les précédentes qui est ensuite détruite par une tempête. Les Rhodiens parviennent à résister à Démétrios et reçoivent des renforts de la part de Ptolémée, Démétrios se retire et reprend le siège une année plus tard par une offensive terrestre.
Démétrios, pour cette deuxième phase, fait construire des machines poliorcétiques offensives et défensives, parmi elles, la fameuse hélépole de Démétrios, une gigantesque tour de siège mobile garnie d'engins de jet. Démétrios construit aussi des tortues et des galeries de siège d'une taille démesurée. Afin de porter un coup à Démétrios, les Rhodiens sont tentés de renverser les effigies de Démétrios et d'Antigone le Borgne mais cela ne sera pas fait. Démétrios fait creuser des galeries souterraines pour franchir les murailles mais le projet échoue à cause d'une trahison émanant de son propre camp. L'offensive se fait donc en surface et Démétrios parvient à renverser les murailles rhodiennes à coup de bélier et de pétrobole, mais échoue au même moment à empêcher les navires de Ptolémée à ravitailler la ville. À la suite de cela les Rhodiens incendient de nuit l'hélépole de Démétrios, le faisant par la même occasion reculer afin de préserver les machines restantes. Une ambassade athénienne intervient afin de mettre en place un traité de paix mais c'est sans conclusion, Démétrios tente donc à la nuit tombée d'investir la ville via une brèche dans la muraille, mais les Rhodiens parviennent à repousser l'offensive grâce aux soldats envoyés par Ptolémée. Démétrios se prépare à lancer une troisième attaque mais il est rappelé en Grèce par son père Antigone, où les cités indépendantes sont menacées par les armées de Cassandre. Ptolémée conseille aux Rhodiens de négocier, occasion concrétisée par des ambassadeurs étoliens qui proposent un traité de paix, accepté par les deux parties. Ce traité maintient l'autonomie de Rhodes, qui s'allie militairement à Antigone sauf en cas de guerre contre Ptolémée.
Ptolémée, Cassandre et Lysimaque ravitaillent la cité qui est cependant sur le point de céder en 305 av. J.-C. Ptolémée conseille alors lui-même aux Rhodiens de traiter avec Démétrios.

## Conséquences
Grâce à l'entremise de la ligue étolienne, un accord est signé en 304 av. J.-C. Rhodes s'engage à devenir l'alliée d'Antigone, sauf en cas de conflit contre Ptolémée, et doit livrer cent otages.
L'épisode se conclut par l'évocation de la reconstruction de Rhodes après la guerre et par la mention des récompenses décernées aux auteurs de cette victoire. Démétrios retourne en Grèce pour y assurer la liberté des cités.
Démétrios y gagne son surnom de Poliorcète (« Preneur de ville ») bien qu'il ne s'empare pas complètement de la cité. À la suite du siège, les Rhodiens construisent le colosse de Rhodes, représentant Hélios (le dieu du Soleil), qui fait partie des Sept Merveilles du monde.

## Sources antiques
- Diodore de Sicile, Bibliothèque historique [détail des éditions] [lire en ligne], XX ; 81-88 ; 91-100.
- Plutarque, Vies parallèles [détail des éditions] [lire en ligne], Vie de Démétrios, 21-22.